# Edwin B. Tilton
Pour les articles homonymes, voir Tilton.
Edwin B. Tilton est un acteur américain du cinéma muet, né le 15 septembre 1859 à Chicago (Illinois) et mort le 16 janvier 1926 à Hollywood (Californie).

## Filmographie partielle
- 1920 : Pour la sauver (Just Pals) de John Ford
- 1921 : Janette et son Prince (Lovetime) de Howard M. Mitchell
- 1922 : Le Crime de Mme Lévy (Hungry Hearts) de E. Mason Hopper
- 1922 : Héritage de haine (Gleam O'Dawn) de John Francis Dillon
- 1924 : L'Express de minuit (en) (The Midnight Express) de George W. Hill
- 1924 : The Lone Chance de Howard M. Mitchell